# Neal Elgar Miller
Neal Elgar Miller (Milwaukee, 3 agosto 1909 – Hamden, 23 marzo 2002) è stato uno psichiatra statunitense.
Ottenne il dottorato all'Università di Yale nel 1935 e lavorò per circa quindici anni all'Università Rockefeller.
Si distinse per le sue ricerche sul biofeedback e per i suoi studi sulla frustrazione, l'invidia e l'imitazione svolti insieme a John Dollard.
Scoprì che il principio del riflesso condizionato coinvolge anche il sistema nervoso vegetativo.
Il presidente statunitense Andrew Johnson gli conferì l'onorificenza di National Medal of Science.